# Зигмунт Падлевський
Зигмунт Падлевський (пол. Zygmunt Padlewski, 1 січня 1836, Малі Чернявці, Бердичів, Російська імперія — 15 травня 1863, Плоцьк, Російська імперія) — польський революціонер, один з керівників Січневого повстання 1863.

## Життєпис
Народився в сім'ї Владислава Падлевського, учасника Листопадового повстання 1830. Навчався в кадетському корпусі в Бересті, потім в артилерійському училищі в Петербурзі. Був членом таємного офіцерського гуртка генштабістів, очолюваного  Зигмунтом Раковським і одним з керівників  комітету російських офіцерів в Польщі.
У 1861 виїхав до Франції, став одним з керівників революційної організації «Польська молодь» в Парижі.
Викладав в польській військовій школі в Генуї.
У 1862 приїхав у Царство Польське, був у складі польського керівного повстанського центру —  Центрального національного комітету та призначений революційним начальником Варшави. Від імені ЦНК вів переговори з Олександром Герценом в Лондоні (вересень 1862) і ЦК «Землі і волі» в Петербурзі (листопад 1862).
Після початку повстання — начальник повстанських сил в Плоцькому воєводстві. Грабував і розстрілював місцевих поміщиків, які відмовлялися підтримати повсталих.[джерело?]
22 квітня узятий в полон російськими військами, засуджений на смертну кару і 15 травня 1863 розстріляний.